# 목련로 (광주)
목련로(Mongnyeon-ro)는 대한민국 광주광역시 서구 하남동 에서 운남동 선광학교입구교차로을 잇는 광주광역시의 도로다. 

## 주요 경유지
광주광역시
- 서구 (하남동 . 월곡동 . 운남동)

## 노선
| 이름                | 접속 노선                          | 소재지     | 소재지 | 비고 |
| ------------------- | ---------------------------------- | ---------- | ------ | ---- |
| (이름없음)          | 손재로                             | 광주광역시 | 서구   |      |
| (이름없음)          | 광주광역시도 제94호선 (용아로)     | 광주광역시 | 서구   |      |
| 사암로입구 사거리   | 국도 제13호선 (사암로)             | 광주광역시 | 서구   |      |
| (이름없음)          | 풍영로                             | 광주광역시 | 서구   |      |
| 풍영정천2교         |                                    | 광주광역시 | 서구   |      |
| 목련 교차로         | 광주광역시도 제85호선 (임방울대로) | 광주광역시 | 서구   |      |
| 신가지구입구 교차로 | 광주광역시도 제40호선 (하남대로)   | 광주광역시 | 서구   |      |
| 선광학교입구 교차로 | 제2순환로                          | 광주광역시 | 서구   |      |

## 주요 건물 및 시설
- CU 산정셀트리움점 (목련로 42/산정동 1119)
- 농협 하남농협 산정지점 (목련로 58/산정동 943-3)
- CU 산정목련로점 (목련로 64/산정동 942-1)
- LG전자베스트샾 광산본점 (목련로 101/월곡동 315-44)
- LG전자베스트샾 광산서비스센터 (목련로 101/월곡동 315-44)
- 영천초등학교 (목련로 123/월곡동 685-3)
- S-OIL 프라임주유소 (목련로 216/운남동 519-6)
- 알뜰 우리주유소 (목련로 225/운남동 520-1)
- SK에너지 서강주유소 (목련로 250/운남동 522-12)
- 스타벅스 광주신가DT점 (목련로 335/신가동 706-1)
- 현대자동차 신가대리점 (목련로 337/신가동 708)